# ISO 3166-2:ER
ISO 3166-2 données pour l'Érythrée

## Mise à jour
| Date de m. à j.  | Description de la modification |
| ---------------- | --- |
| 13 décembre 2011 | Ajustement de la romanisation du nom du pays, ajustement linguistique, remise en ordre alphabétique et mise à jour de la liste source                                  |
| 15 février 2012  | Corriger la forme courte du nom local et aligner avec l'ISO 3166-2 |
| 2 août 2012      | Changer la forme longue du nom |
| 3 novembre 2014  | Mise à jour de la Liste Source |
| 27 novembre 2015 | Ajout du système de romanisation de l'arabe ; changement du nom de la catégorie de subdivision en arabe, remplacer iqlīm par minţaqah ; mise à jour de la Liste Source |
| 26 novembre 2018 | Correction de l'étiquette du système de romanisation |

## Codes linguistiques et forme courte locale
| Code langue administrative alpha-2 | Code langue administrative alpha-3 | Forme courte locale |
| ---------------------------------- | ---------------------------------- | ------------------- |
| ar                                 | ara                                | Irītrīyā            |
| en                                 | eng                                | Eritrea             |
| ti                                 | tir                                | Iertra              |

## Subdivisions
Six subdivisions : region (anglais), région (français), minţaqah (arabe) et zoba (tigrigna).

### Depuis le1erjanvier 2007
| code ISO 3166-2 | Nom de subdivision      | Code langue | Système de romanisation |
| --------------- | ----------------------- | ----------- | ----------------------- |
| ER-DU           | Debub                   | ti          | BGN/PCGN 2007           |
| ER-DK           | Debubawi K’eyyĭḥ Baḥri  | ti          | BGN/PCGN 2007           |
| ER-GB           | Gash-Barka              | ti          | BGN/PCGN 2007           |
| ER-MA           | Ma’ĭkel                 | ti          | BGN/PCGN 2007           |
| ER-SK           | Semienawi K’eyyĭḥ Baḥri | ti          | BGN/PCGN 2007           |
| ER-AN           | ‘Anseba                 | ti          | BGN/PCGN 2007           |

### Depuis le1erjanvier 1956
| code ISO 3166-2 | Nom de subdivision        | Code langue | Système de romanisation |
| --------------- | ------------------------- | ----------- | ----------------------- |
| ER-MA           | Al Awsaţ                  | ar          | BGN/PCGN 1956           |
| ER-DU           | Al Janūbī                 | ar          | BGN/PCGN 1956           |
| ER-AN           | Ansabā                    | ar          | BGN/PCGN 1956           |
| ER-DK           | Janūbī al Baḩrī al Aḩmar  | ar          | BGN/PCGN 1956           |
| ER-GB           | Qāsh-Barkah               | ar          | BGN/PCGN 1956           |
| ER-SK           | Shimālī al Baḩrī al Aḩmar | ar          | BGN/PCGN 1956           |

## Source
- Code ISO 3166-2 de l'Érythrée sur www.iso.org